# Sargento Gonçalves
Evandro Gonçalves da Silva Junior, mais conhecido como Sargento Gonçalves, (Campina Grande, 27 de fevereiro de 1984) é um policial militar, educador físico e político brasileiro filiado ao Partido Liberal (PL).

## Biografia
Evandro nasceu em Campina Grande, no interior do estado da Paraíba, no ano de 1984. Formado em Educação física pela Universidade do Estado do Rio Grande do Norte (UERN) chegou a atuar como professor na rede municipal de Natal. Posteriormente, tornou-se membro da Polícia Militar do Estado do Rio Grande do Norte (PMRN).

## Vida política
Filiado ao Patriota (PATRI), em 2018, candidatou-se ao cargo de Deputado federal pelo Rio Grande do Norte utilizando o nome de 'Cabo Gonçalves' na urna eletrônica. No pleito conquistou 9.986 votos, não sendo eleito. Em 2020, filiado ao Partido Renovador Trabalhista Brasileiro (PRTB) candidatou-se ao cargo de vereador de Natal, recebendo 1.862 votos, não conseguindo ser eleito.
No ano de 2022, com o nome eleitoral de 'Sargento Gonçalves', candidatou-se ao cargo de Deputado federal pelo Partido Liberal (PL). Sua candidatura obteve êxito, angariando 56.315 votos.

### Desempenho eleitoral
| Ano  | Cargo                                     | Partido | Votos  | Resultado  | Ref.   |
| ---- | ----------------------------------------- | ------- | ------ | ---------- | ------ |
| 2018 | Deputado federal pelo Rio Grande do Norte | PATRI   | 9.986  | Não eleito | [ 11 ] |
| 2020 | Vereador de Natal                         | PRTB    | 1.826  | Não eleito | [ 12 ] |
| 2022 | Deputado federal pelo Rio Grande do Norte | PL      | 56.315 | Eleito     | [ 13 ] |